# Милена Буржева

Милена Илиева Буржева е българска поетеса, писателка, театрален критик.

## Биография
Родена на 17 февруари 1972 г. в Пловдив. От шестата до деветнадесетата си година живее в Бургас , където пише първите си стихове. Основно образование учи в ОУ "П.Р. Славейков", след което завършва Френска езикова гимназия "Г. С. Раковски" в Бургас , "Театрознание" и "Режисура" за драматичен театър в НАТФИЗ „Кр. Сарафов“ , " Телевизионно майсторство" в НБУ в София  и Психология във ВТУ.
Живее в София.
Работила е в сп. „Театър“ (като стажант редактор), в БНР – Програма „Христо Ботев“ (като театрален наблюдател към предаванията „На нов ред“, „След премиерата“ и „Арт ефир“), във вестник „За народа“ (като репортер), в радио „7 дни“ и радио „Атлантик“ (като водещ на авторско предаване за култура и изкуство „Привечер“), в издателство „Хр. Ботев“ (като редактор).
Член на Съюза на българските писатели (от 2003 г.) и на Съюза на артистите в България (от 2000 г.).

## Творчество
21-годишна издава първата си книга с поезия „Като забравена от векове молитва“, ИК „Пламък“, 1993 г. но много преди това тя има множество публикации на стихове във вестниците „Арт“, „Литературен форум“, „Нова ера“, „Век 21“, „Обнова“, „Средношколско знаме“, „Черноморски фар“, „Свободен бряг“, „Морски глас“ и „Бургас днес“, списанията „Пламък“, „Родна реч“ и „Море“, сборника „Прогонена сълза“ и др.
Като студентка публикува втората си книга с поезия „Разкритие към тъмното“, ИК „Литературен форум“ 1994 г., а на 24-годишна възраст – третата – „Сънят на пеперудата“, ИК „Хр. Ботев“ 1996 г.
Продължава да пише и печата в пресата свои стихове, къси разкази, театрални рецензии във вестниците „За народа“, „Пулс“, „КИЛ“, „Български писател“, „Сега“, „Литературен вестник“, „Дума“, „24 часа“, „Хубава жена“, „Черноморски фар“, „Стандарт“, „Труд“ списанията „Пламък“, „Море“, „Театър“, „Ново време“, „Понеделник“, „Читалище“, " Матадор"., " Поези Маг", театралните бюлетини от фестивала „Варненско лято“, 1995, 1996 г., антологиите „Свещ“, „Поети 2003“, „Поети 2005“, „Поети 2014“, " Поети 2024" и др.
През 2002 г. излиза книгата ѝ с къси разкази „Да ме води където си иска“, ИК „Легенда“, а на следващата – 2003 г. се появява и второто ѝ издание – „Да ме води“, ИК „Синева“. Няколко месеца по-късно излиза от печат и книгата ѝ с театрални рецензии „Театрални диагнози“, ИК "Димант". През 2004 г. издава книгата с избрани стихове „Мъката на невидяното“, ИК „Проф. Петко Венедиков“, от която впоследствие повече от тридесет стихотворения са публикувани в различни списания, в различни градове във Франция и Белгия. 2018 г. става факт и следващата ѝ книга с разкази „Празници умират като хора“, ИК „Монт“, от която шест разказа са преведени и публикувани в четири списания, в четири града във Франция.
За нея отзиви и рецензии могат да бъдат прочетени във вестниците „Бургас днес“, „Черно море юг“, „Марица“, „Черноморски фар“, „Глас“, „Бургас днес и утре“, „Дума“, „Свободен бряг“, „Жена“, „Нефтохимик“, „24 часа“, „Ние жените“, „Пулс“, „Компас“, „Труд“, „Словото днес“, както и в списанията „Пламък“, „Море“, „Еволюция“, „Пейзаж екри“, „Литерал“, " Воа" и книгите „Споделено в петък" от Роза Максимова (интервю), „Предишна памет"от К. Васевски " Под лазера на критика" от Анжела Димчева и  други.
Нейни творби са преведени на френски, испански и английски език.
Нейни стихове и разкази са публикувани в единадесет списания в осем града във Франция и Белгия:
- сп. „Vocatif“, септември 2015, Ница
- сп. „Florilège“ 160, 2015, Дижон
- сп. „Littérales“ 12, 2015, Брест
- сп. „ Paysages Ecrits“ 27, 2016, Кутанс
- сп. „ Le Capital des Mots“ август 2017, Париж
- сп. „Recours au Рoème“, юни 2018, Ница
- Aнтология на звука на сп. „Recours au Рoème“, декември 2018
- сп. „Verso“, 176, 2019, Люсенай
- сп. „incertain regard“ 18, 2019, Ашер
- сп. „ Traversées“ 95, юли 2020, Виртон, провинция Люксембург
- сп. "Poésie Mag",октомври 2024, Париж

През 2016 г. представя България в сп. „Paysages Ecrits“ №27, Франция, а през 2018 г. е единствената българка включена в световната звукова антология на сп. „Recours au Рoème“, Франция, в която автори от цял свят четат свои стихове на майчин език.
На 15 юли 2021г. излиза във Франция книгата й  "Don d' entendre", изд. "Еd du sygne", Париж.
Има дъщеря и син.

## Признание и награди
Определяна е от критиката като „уникално явление в българската литература, защото освен безспорното дарование, тя разкрива едно много ранно съзряване“.
Носител на специалната награда на сп. „Пламък“ на третия национален конкурс на името на Дора Габе.